# Törf
Törf is een Groninger folkgroep die opgericht is in 1975. Tot die tijd werd er niet zoveel gedaan met de Groninger liedtraditie en de Groninger dansmuziek. Törf was de eerste groep die zocht naar geschikte historische bronnen en heeft zich na de oprichting in 1975 allengs ontwikkeld tot vertolker van het Gronings gedachtegoed. Later werd het werkterrein uitgebreid tot hedendaagse Groninger dichtkunst door teksten van Hans Elema, Simon van Wattum en Jan Boer op muziek te zetten, zonder de traditie uit het oog te verliezen.
Het geluid van Törf is uniek te noemen met een mix van traditionele en eigentijdse invloeden en doordat er gespeeld wordt op gitaar, doedelzak, viool, exotische instrumenten, accordeon en basgitaar.
De band bestaat uit:
- Henk Scholte (zang)
- Bert Ridderbos (cittern, gitaren, bouzouki, banjo)
- Geert Ridderbos (accordeon, blokfluit)
- Eddy de Jonge (bas en gitaar)
- Marius Greiner (viool, mandoline, Turkse trom)
- Flip Rodenburg (doedelzakken, pommer, tinwhistle, zang)
- Jos Kwakman (gitaar, darbucca)

## Discografie
- Kovvie kloar? (lp, 1978)
- t Wordt aans (lp, 1980)
- t Braide woater (cd, 1993)
- Dr is n laand (cd, 1996)
- Törf speelt Beukema (cd, 1998)
- Op Roemte (cd, 2001)
- Olipodrigo (cd, 2006)
- Schoon van de wind (cd, 2009)
- Dichten (cd, 2015)

Naast eigen albums heeft Törf bijdragen geleverd aan vele albums van collega-muzikanten.
Het album Törf speelt Beukema werd vergezeld van een handgeschreven manuscript dat rond 1850 werd opgetekend door J.P. Beukema uit Leens. Het bevat onder andere dansmelodieën die rond die tijd veel werden gehoord.